# Bolephthyphantes index
Bolephthyphantes index là một loài nhện trong họ Linyphiidae.
Loài này thuộc chi Bolephthyphantes. Bolephthyphantes index được Tord Tamerlan Teodor Thorell miêu tả năm 1856.